# Piestophilus tenuitarsis
Piestophilus tenuitarsis är en mångfotingart som först beskrevs av Pocock 1888.  Piestophilus tenuitarsis ingår i släktet Piestophilus och familjen storjordkrypare.
Artens utbredningsområde är Dominica. Inga underarter finns listade i Catalogue of Life.